# Харитонов, Василий Дмитриевич
Васи́лий Дми́триевич Харито́нов (1917—1968) — младший лейтенант Рабоче-крестьянской Красной Армии, участник Великой Отечественной войны, Герой Советского Союза (1944).

## Биография
Василий Харитонов родился в 1917 году в селе Старая Тюрлема (ныне — Козловский район Чувашии). Окончил семь классов школы. В 1938 году Харитонов был призван на службу в Рабоче-крестьянскую Красную Армию. Участвовал в боях на Халхин-Голе. С начала Великой Отечественной войны — на её фронтах. В 1944 году Харитонов окончил Орловское танковое училище.
К июню 1944 года младший лейтенант Василий Харитонов командовал танком-тральщиком 148-го отдельного инженерно-танкового полка 11-й гвардейской армии 3-го Белорусского фронта. Отличился во время освобождения Витебской области Белорусской ССР. 23 июня 1944 года во время боёв под Оршей экипаж Харитонова проделал проходы в трёх немецких минных полях и, разгромив штаб немецкого подразделения, захватил ценные документы, после чего держал оборону четырнадцать часов, пока не подошли стрелковые части. В ходе последующего наступления экипаж одним из первых переправился через Неман.
Указом Президиума Верховного Совета СССР от 5 ноября 1944 года младший лейтенант Василий Харитонов был удостоен высокого звания Героя Советского Союза с вручением ордена Ленина и медали «Золотая Звезда».
После окончания войны Харитонов был уволен в запас. Проживал и работал в Сочи. Скоропостижно скончался 30 мая 1968 года.

## Был также награждён
- орденом Красного Знамени и рядом медалей.

В честь Харитонова названа улица в Козловке.